# Mike Smithson
Michael Scott „Mike“ Smithson (* in Woodstock, Illinois) ist ein US-amerikanischer Maskenbildner und Spezialeffektkünstler.

## Leben
Smithson begann seine Karriere im Filmstab 1985 zunächst beim Fernsehen. Eine seiner ersten Filmarbeiten war der Michael Jackson-Kurzfilm Captain EO im darauf folgenden Jahr. Es folgten unter anderem die Science-Fiction-Filme Predator, Der Blob und Alien – Die Wiedergeburt. Smithson wirkte unter renommierten Regisseuren wie Steven Spielberg, Tim Burton, James Cameron, Kenneth Branagh und Clint Eastwood. 2000 war er für Jay Roachs Agentenkomödie Austin Powers – Spion in geheimer Missionarsstellung zusammen mit Michèle Burke für den Oscar in der Kategorie Bestes Make-up und beste Frisuren nominiert, es gewann in diesem Jahr jedoch die Filmbiografie Topsy-Turvy – Auf den Kopf gestellt.
Smithson war neben seinen Filmengagements auch für das Fernsehen tätig, darunter die Serien Preacher, Grimm und Marvel’s Inhumans. Für sein Wirken war er zwischen 1994 und 2004 dreimal für den Primetime Emmy nominiert, den er 2004 für eine Folge der Serie Gilmore Girls gewinnen konnte. Für diese Folge gewann er zudem den Hollywood Makeup Artist and Hair Stylist Guild Award der Make-Up Artists and Hair Stylists Guild.

## Filmografie (Auswahl)
- 1986: Auf der Suche nach dem goldenen Kind (The Golden Child)
- 1987: Predator
- 1988: Beetlejuice
- 1988: Der Blob (The Blob)
- 1989: Ghostbusters II
- 1990: Ghost – Nachricht von Sam (Ghost)
- 1990: Der Exorzist III (The Exorcist III)
- 1997: Alien – Die Wiedergeburt (Alien: Resurrection)
- 1997: Vergessene Welt: Jurassic Park (The Lost World: Jurassic Park)
- 1998: Fear and Loathing in Las Vegas (Fear and Loathing in Las Vegas)
- 1998: Godzilla
- 1999: Austin Powers – Spion in geheimer Missionarsstellung (Austin Powers: The Spy Who Shagged Me)
- 2000: Der Grinch (How the Grinch Stole Christmas)
- 2001: Planet der Affen (Planet of the Apes)
- 2004: Spider-Man 2
- 2007: Spider-Man 3
- 2009: Avatar – Aufbruch nach Pandora (Avatar)
- 2009: Star Trek
- 2011: Thor
- 2013: Thor – The Dark Kingdom (Thor: The Dark World)
- 2016: Passengers
- 2017: Ghost in the Shell
- 2018: Deadpool 2
- 2020: Ruf der Wildnis (The Call of the Wild)
- 2023: The Flash

## Auszeichnungen (Auswahl)
- 2000: Oscar-Nominierung in der Kategorie Bestes Make-up und beste Frisuren für Austin Powers – Spion in geheimer Missionarsstellung